# Бабушка
Бабушката (Rutilus rutilus) е сладководна риба от семейство Шаранови, погрешно наричана още червеноперка поради това, че трудно се различава от истинската червеноперка (Scardinius erythropthalmus). Най-лесния признак, по който се отличава от червеноперката, са очите. При бабушката те са оранжево-червени, а при червеноперката – прозрачни, или в редки случаи бледо жълтеникави.

## Разпространение
Бабушката е разпространена в голяма част от Европа и Азия. Разпространила се е в Северна Америка и Австралия, но там се счита за инвазивен чужд вид, защото се конкурира за храна с местните риби и мъти водите. В България е обект на спортен риболов и е широко разпространена. Живее на големи популации в повечето езера, язовири и бавнотечащи реки. Тя е основна част от храната на повечето хищни риби в България. Среща се по притоците на Дунав от Искър до Русенски Лом и в Камчия.

## Описание и начин на живот
Развитите риби достигат дължина 45 см и тегло 1,8 кг, но такива екземпляри са рядкост. В България най-често се улавят 50 – 100-грамови бабушки, но в големи количества, тъй като рибите плуват в огромни пасажи. Перките на бабушката са оранжеви или с червеникав оттенък. Около лещата на окото също има оранжева шарка. Броят на лъчите в гръбната перка е от 10 до 12.
Храни се с насекоми, червеи, мекотели, водорасли и др. Толерантна е към замърсени води и води с ниски концентрации на разтворен кислород.
Бабушката се хибридизира с червеноперката и платиката (Abramis brama).